# Paulino Alcántara
Paulino Alcántara Riestrá (ur. 7 października 1896 w Iloilo, zm. 13 lutego 1964 w Barcelonie) – filipiński piłkarz występujący na pozycji napastnika. Przez większość kariery był związany z FC Barcelona, występował w reprezentacji Filipin i Hiszpanii, a także Katalonii. W roku 1951 prowadził reprezentację Hiszpanii w trzech meczach.
W 2007 roku został uznany przez FIFA za jednego z najwybitniejszych napastników XX wieku i najlepszego azjatyckiego piłkarza wszech czasów.
Paulino przeniósł się wraz z rodzicami do Barcelony w roku 1905, w wieku 8 lat. W 1911 roku trafił do młodzieżowej drużyny FC Barcelona, gdzie był wyróżniającą się postacią. W pierwszym zespole zadebiutował 25 lutego 1912 roku (w wieku 15 lat) w meczu przeciwko Catalá SC zdobywając hat-tricka. W kolejnych latach Alcántara był kluczowym zawodnikiem zespołu który wywalczył dwukrotnie mistrzostwo Katalonii oraz Copa del Rey.
W 1916 roku Alcantara i jego rodzice powrócili do ojczyzny, gdzie kontynuował studia medyczne i grał w klubie Bohemians of Manila. Dostał także powołanie na Igrzyska Dalekiego Wschodu, gdzie był najlepszym zawodnikiem drużyny. Ciekawostką jest fakt, że oprócz turnieju piłki nożnej brał także udział w turnieju tenisa stołowego. W roku 1918 Paulino wymusił na rodzicach zgodę na powrót do Katalonii. Dzięki jego postawie Barcelona wróciła do prezentowanej wcześniej formy, a on sam znów seryjnie zdobywał gole.
Forma Alcántary zaowocowała powołaniem do reprezentacji Hiszpanii na Igrzyska Olimpijskie 1920 które jednak odrzucił z powodu odbywających się w tym czasie egzaminy na uczelni. Wystąpił on jednak w reprezentacji Hiszpanii w 5 innych meczach zdobywając 6 bramek. Według ówczesnych przepisów zawodnik mógł grać naraz w więcej niż jednej reprezentacji więc Paulino nie zrezygnował z reprezentowania Filipin. W wieku 31 lat zdecydował się on jednak zakończyć swoją wspaniałą karierę. Przez 13 lat występów w Barcelonie wystąpił on w 357 spotkaniach zdobywając 369 bramek co przez lata było najlepszym wynikiem w całej historii zespołu. 16 marca 2014 roku rekord ten pobił Lionel Messi.
W 1951 roku Alcántara zaliczył także epizod trenerski prowadząc reprezentację Hiszpanii w trzech meczach (ze Szwajcarią, Belgią i Szwecją) dwukrotnie remisując i raz wygrywając.
Legenda Paulino Alcántary została poważnie nadszarpnięta z powodu jego współpracy z faszystami. Podczas hiszpańskiej wojny domowej służył, jako porucznik włoskiego wojskowego korpusu ekspedycyjnego Corpo Truppe Volontarie, kierowanego bezpośrednio przez Benito Mussoliniego. Paulino Alcántara walczył między innymi w Aragonii, Guadalajarze oraz Katalonii. Po zakończeniu wojny domowej osiadł w Barcelonie.
Zmarł 13 lutego 1964 w Barcelonie w wieku 67 lat.